# Poeira das Estrelas
Poeira das Estrelas é o primeiro de três volumes baseados em física e cosmologia de Marcelo Gleiser e Frederico Neves da Editora Globo.
Baseado na série Poeira das Estrelas, exibida no Fantástico pela Rede Globo.